# Hoher Ochsenkopf
De Hoher Ochsenkopf is een berg in de deelstaat Baden-Württemberg, Duitsland. De berg heeft een hoogte van 1.054 meter en is gelegen in het Nationaal Park Schwarzwald in het Zwarte Woud.